# Daisuke Takagi
Daisuke Takagi (født 14. oktober 1995) er en japansk fodboldspiller, som spiller for den japanske fodboldklub Renofa Yamaguchi FC.